# 해리 포터와 불사조 기사단 (영화)
《해리 포터와 불사조 기사단》(영어: Harry Potter and the Order of the Phoenix)은 J. K. 롤링의 동명 소설을 원작으로 하여 만든 영국과 미국 합작의 2007년 판타지 영화이다. 8부작 중 다섯 번째에 해당하는 작품이며, 데이비드 예이츠가 감독을 맡았다.

## 줄거리
더즐리 가족과 머물던 해리 포터와 두들리는 디멘터의 공격을 받는다. 해리는 패트로누스 주문으로 그들을 물리친다. 마법부는 미성년자인 해리가 마법을 사용한 것을 감지하고 그를 호그와트에서 퇴학시키지만, 나중에 그는 무죄 판결을 받는다.
알버스 덤블도어가 설립한 비밀 조직인 불사조 기사단은 해리에게 마법부가 볼드모트 경의 귀환에 대한 소문을 막으려 한다고 알린다. 기사단 본부에서 해리의 대부인 시리우스 블랙은 볼드모트가 이전에 갖지 못했던 물건을 찾고 있다고 언급하고, 해리는 그것이 무기라고 생각한다.
마법부 장관 코넬리우스 퍼지는 돌로레스 엄브리지를 호그와트의 새로운 어둠의 마법 방어술 교수로 임명한다. 엄브리지가 방어 주문을 가르치기를 거부하면서 그녀와 해리는 충돌하게 된다. 해리는 볼드모트에 대해 "거짓말"했다는 이유로 강제로 문장을 써야 한다. 마법의 깃펜이 그가 쓰는 단어들을 그의 손에 새긴다. 론과 헤르미온느는 분노하지만, 해리는 자신과 거리를 두고 있는 덤블도어에게 말하기를 거부한다. 엄브리지가 학교를 더 많이 통제하게 되자, 론과 헤르미온느는 해리가 "덤블도어의 군대"라는 비밀 그룹을 만들어 학생들에게 방어 주문을 가르치는 것을 돕는다. 엄브리지는 다른 학생들을 감시하기 위해 슬리데린 학생들을 조사대로 모집한다. 한편, 해리와 초 챙은 서로에 대한 로맨틱한 감정을 발전시킨다.
어느 날 밤, 해리는 아서 위즐리가 마법부에서 공격받는 것을 공격자의 시점에서 본다. 볼드모트가 이 연결을 이용할 것을 우려한 덤블도어는 세베루스 스네이프에게 해리에게 오클루먼시를 가르쳐 볼드모트의 영향으로부터 그의 마음을 방어하도록 한다. 수업 중 해리는 스네이프의 기억을 보게 되는데, 그의 아버지 제임스가 학창 시절 스네이프를 괴롭히고 고문했던 것을 목격한다. 해리와 볼드모트 사이의 연결로 인해 해리는 친구들로부터 더욱 고립된다. 한편, 시리우스의 광기 어린 죽음을 먹는 자 사촌인 벨라트릭스 레스트레인지가 다른 아홉 명의 죽음을 먹는 자들과 함께 아즈카반 감옥에서 탈출한다. 호그와트에서 엄브리지와 그녀의 조사대는 덤블도어의 군대를 적발한다. 덤블도어는 그것을 조직했다는 거짓 혐의를 받고 퍼지가 그의 체포를 명령하자 도망친다. 해리는 초가 덤블도어의 군대를 엄브리지에게 밀고했다고 믿어 그들의 싹트는 관계는 끝나게 된다. 엄브리지는 새로운 교장이 된다.
해리는 볼드모트가 시리우스를 고문하는 환상을 경험한다. 해리와 론, 헤르미온느는 엄브리지의 사무실로 달려가 플루 네트워크를 통해 불사조 기사단에 알리려 한다. 엄브리지가 그들을 붙잡고 해리에게 심각한 처벌을 내리려 하자, 헤르미온느는 덤블도어가 금지된 숲에 "비밀 무기"를 숨겼다고 주장한다. 그와 헤르미온느는 엄브리지를 해그리드의 거인 이복동생 그로프가 있는 곳으로 안내한다. 켄타우로스들이 그들과 마주치고, 엄브리지가 그들을 모욕하고 공격하자 그를 납치한다. 해리와 헤르미온느, 론, 루나, 네빌, 지니는 시리우스를 구하기 위해 테스트랄을 타고 마법부로 날아간다.
여섯 명은 마법부 미스터리 부서에 들어가 볼드모트가 찾고 있는 물건, 즉 해리의 이름이 적힌 예언이 담긴 병을 찾는다. 루시우스 말포이와 벨라트릭스 레스트랭지를 포함한 죽음을 먹는 자들이 그들을 매복 공격한다. 루시우스는 해리가 본 시리우스가 고문당하는 환상이 그를 그곳으로 유인하기 위한 계략이었음을 밝힌다. 해리가 루시우스에게 예언을 넘기기를 거부하자, 덤블도어의 군대와 죽음을 먹는 자들 사이에 싸움이 벌어진다. 죽음을 먹는 자들이 학생들을 제압하고 해리에게 예언을 넘기도록 강요한다. 해리가 루시우스에게 예언을 건네자, 시리우스와 리무스 루핀이 님파도라 톤크스, 킹슬리 샤클볼트, 매드아이 무디와 같은 불사조 기사단 단원들과 함께 도착한다. 그들이 죽음을 먹는 자들을 공격하는 동안, 루시우스가 실수로 예언을 떨어뜨려 파괴한다. 시리우스가 루시우스를 제압하려는 순간, 벨라트릭스가 시리우스를 죽인다.
볼드모트가 나타나지만, 그가 해리를 죽이려는 순간 덤블도어가 도착한다. 아트리움의 많은 부분을 파괴하는 격렬한 결투가 벌어지는 동안 벨라트릭스는 도망친다. 두 마법사의 능력이 대등하자, 볼드모트는 덤블도어가 그를 희생시키기를 바라며 해리의 몸을 빙의한다. 그러나 해리가 친구들과 가족에 대해 느끼는 사랑이 신속하게 볼드모트를 몰아낸다. 마법부 관리들이 도착하기 직전 볼드모트는 순간이동으로 사라진다. 퍼지는 볼드모트가 돌아왔음을 인정하고 불명예스럽게 사임한다. 엄브리지는 해임되고 덤블도어는 호그와트 교장으로 복귀한다. 덤블도어는 볼드모트가 그들의 연결을 이용하는 것을 막기 위해 자신이 해리와 거리를 두었다고 설명한다. 그는 또한 예언의 내용을 밝힌다. 시리우스의 죽음을 애도하며, 해리는 "둘 중 하나가 살아있는 한 다른 하나는 살 수 없다"는 예언의 의미를 받아들이려 노력한다.

## 출연진
- 해리 포터: 다니엘 래드클리프
- 론 위즐리: 루퍼트 그린트
- 헤르미온느 그레인저: 엠마 왓슨
- 프레드 위즐리: 제임스 펠프스
- 조지 위즐리: 올리버 펠프스
- 지니 위즐리: 보니 라이트
- 드레이코 말포이: 톰 펠튼
- 네빌 롱바텀: 매튜 루이스
- 알버스 덤블도어: 마이클 갬본
- 루베우스 해그리드: 로비 콜트레인
- 미네르바 맥고나걸: 매기 스미스
- 세베루스 스네이프: 앨런 릭먼
- 시리우스 블랙: 게리 올드먼
- 벨라트릭스 레스트랭: 헬레나 보넘 카터
- 몰리 위즐리: 줄리 월터스
- 돌로레스 엄브릿지: 이멜다 스탠턴

## 같이  보기
- 해리 포터
- 해리 포터 (영화 시리즈)
- 해리 포터 (등장인물)